# St. Petersburg Open 2011
Il St. Petersburg Open 2011 è stato un torneo di tennis che si è giocato su campi in cemento al coperto. È stata la diciassettesima edizione del torneo denominato St. Petersburg Open, che appartiene al circuito ATP World Tour 250 series dell'ATP World Tour 2011. Si è giocato al Petersburg Sports and Concert Complex di San Pietroburgo, in Russia, dal 22 al 30 ottobre 2011.

## Partecipanti ATP

### Teste di serie
| Nazionalità | Giocatore            | Ranking* | Testa di serie |
| ----------- | -------------------- | -------- | -------------- |
| Francia     | Gilles Simon         | 12       | 1              |
| Serbia      | Janko Tipsarević     | 14       | 2              |
| Ucraina     | Aleksandr Dolhopolov | 17       | 3              |
| Croazia     | Marin Čilić          | 22       | 4              |
| Russia      | Michail Južnyj       | 34       | 5              |
| Spagna      | Marcel Granollers    | 35       | 6              |
| Stati Uniti | Alex Bogomolov Jr.   | 37       | 7              |
| Russia      | Dmitrij Tursunov     | 40       | 8              |

* Le teste di serie sono basate sul ranking al 17 ottobre 2011.

### Altri partecipanti
I seguenti giocatori hanno ricevuto una wild card per il tabellone principale:
- Ernests Gulbis
- Ivan Nedelko
- Dudi Sela

I seguenti giocatori sono passati dalle qualificazioni:

- Serhij Bubka
- Tejmuraz Gabašvili
- Dušan Lajović
- Vasek Pospisil

## Campioni

### Singolare
Marin Čilić ha sconfitto in finale  Janko Tipsarević per 6-3, 3-6, 6-2.
- È il sesto titolo in carriera per Cilic.

### Doppio
Colin Fleming /  Ross Hutchins hanno sconfitto in finale  Michail Elgin /  Aleksandr Kudrjavcev per 6-3, 6(5)–7, [10-8].